# Huta (gromada w powiecie lipnowskim)
Huta – dawna gromada, czyli najmniejsza jednostka podziału terytorialnego Polskiej Rzeczypospolitej Ludowej w latach 1954–1972.
Gromady, z gromadzkimi radami narodowymi (GRN) jako organami władzy najniższego stopnia na wsi, funkcjonowały od reformy reorganizującej administrację wiejską przeprowadzonej jesienią 1954 do momentu ich zniesienia z dniem 1 stycznia 1973, tym samym wypierając organizację gminną w latach 1954–1972.
Gromadę Huta z siedzibą GRN w Hucie utworzono – jako jedną z 8759 gromad na obszarze Polski – w powiecie lipnowskim w woj. bydgoskim, na mocy uchwały nr 24/8 WRN w Bydgoszczy z dnia 5 października 1954. W skład jednostki weszły obszary dotychczasowych gromad Huta i Ławiczek (bez kolonii Kujawy i Zajeziorze) ze zniesionej gminy Narutowo, obszar dotychczasowej gromady Małomin ze zniesionej gminy Tłuchowo oraz obszar dotychczasowej gromady Gorzeszyn ze zniesionej gminy Ligowo w tymże powiecie. Dla gromady ustalono 20 członków gromadzkiej rady narodowej.
Gromadę zniesiono 31 grudnia 1959, a jej obszar włączono do gromad Skępe (wsie Huta, Obóz i Ławiczek), Tłuchowo (wieś Małomin) i Kukowo (wsie Boguchwała i Gorzeszyn) w tymże powiecie.